# Marselle
Marselle — российская рэп-группа из Москвы, основанная в 2005 году рэперами Nel и Levan. Наиболее известны композицией «Москва», попавшей на шестую строчку в хит-параде «Все свои» телеканала A-ONE.

## История
С 2007 года группа входила в состав лейбла Phlatline (российское представительство крупного немецкого лейбла).
В 2008 L’One принял участие в шоу «БиTVа за Респект» на телеканале «Муз-ТВ», но в полуфинале уступил своему товарищу и партнёру по лейблу ST. Во втором сезоне шоу группу Marselle представлял Nel, который и одержал окончательную победу. Благодаря этому участники получили более широкую известность среди русскоязычных любителей хип-хопа.
В 2008 году вышел первый микстейп Mars FM, а также стартовал выпуск подкастов Mars FM на сайте Rap.ru. В том же 2008 году вышел полноценный альбом Mars, в записи которого приняли участие такие артисты, как Теона Дольникова, Dza-Dze, Саша-Legend, Кнара и Баста.
В 2009 году вышла в свет компиляция Phlatline In Da Building, приуроченная к пятилетию лейбла. На этом диске были представлены новые работы Marselle и ST. В поддержку компиляции был снят видеоклип «В твоём доме». Marselle отыграли концерты с различными музыкантами и DJ Booch. В том же году был представлен подкаст Mars FM.
В 2011 году трек «Москва» вошёл в фильм «Фантом».
31 марта 2011 года группа Marselle, ST и DJ Booch по неизвестным причинам прекратили своё сотрудничество с хип-хоп-агентством Phlatline.
21 января 2012 года L’One объявил, что из-за творческих разногласий группа Marselle прекращает свою деятельность на неопределённый срок. Позднее Горозия пояснил, что ответ на вопрос, почему распалась группа, можно найти в треке Nel’а «По барабану»: «Кому-то по барабану, а кто-то хочет работать. Основная причина распада группы — это разный подход к работе».
28 сентября 2014 года в Москве состоялся большой сольный концерт ST, в котором приняли участие Nel и L’One, исполнив совместный трек «В твоём доме».
6 октября 2014 года на альбоме L’One «Одинокая Вселенная» появилась первая песня группы Marselle с момента распада — «Mars».
После семилетнего перерыва в сентябре 2019 года Marselle возобновили свою деятельность. Тогда же о своих правах на название заявила поп-группа «Марсель» из Санкт-Петербурга, сообщив, что собирается подать судебный иск к Левану Горозии, если он не прекратит выступления под именем Marselle.
31 октября 2019 года Nel и Леван выпустили трек «Марс навсегда». Для Marselle он стал первой песней, выпущенной за последние восемь лет. В треке рэперы рассказывают о былых днях и своих жизненных ценностях. В том же году спустя 11 лет вышел второй полноценный альбом под названием 2008.

## Состав группы
- Nel — музыка, тексты, речитатив.
- L’One — тексты, речитатив.

## Дискография

### Студийные альбомы
- 2008 — Mars
- 2019 — 2008

### Микстейпы
- 2007 — I’am the Russian dream vol.1 (Phlatline dubplate)
- 2008 — Mars Mic ON
- 2008 — «Мы в клубе» (ST & L'One)
- 2008 — Mars FM
- 2009 — Phlatline In Da Building (совместно с ST)
- 2010 — L (L'One)

## Видеоклипы
- 2008 — «Он был»
- 2008 — «Москва» (feat. Кнара)
- 2009 — «Закрути блант»
- 2009 — «В твоём доме» (feat. ST)
- 2011 — «Все, что мне нужно» (приглашение на концерты в СПБ, ЧЛБ, МСК)
- 2011 — «Она»
- 2011 — «Москва» (feat. Kate Nova) OST Фантом
- 2019 — «Марс навсегда»
- 2020 — «Вертикаль» (feat. Егор Сесарев)

## Совместное творчество
- ST
- Guf
- Баста
- Вадяй из гр. «Отрицательное Влияние»
- Саша Legend
- Теона Дольникова
- Птаха
- Dza-Dze
- 5 Плюх
- Кнара
- Гига
- Тимати
- Миша Крупин
- Big Som
- Карандаш
- А. Бабенко
- Мариам Мерабова
- Unika
- Егор Сесарёв
- Jasmine